# L'inconnu paraissant 25 ans
« L'inconnu paraissant 25 ans », né probablement dans les années 1910 ou 1920 et mort le 29 juin 1944 à Rillieux, fusillé par la milice française, est une des sept victimes du cimetière de Rillieux. 
Ce crime est le seul à avoir valu à Paul Touvier une condamnation pour complicité de crimes contre l’humanité. Il est également le seul crime contre l'humanité jugé par la justice française à l'encontre d'un ressortissant français.

## Quelques éléments sur l'inconnu
Louis Goudard apporte quelques précisions concernant cet inconnu qu'il nomme l'« inconnu paraissant 25 ans ». Louis Goudard était incarcéré depuis le 21 juin 1944, avant l'arrivée de l'inconnu dans la cellule. À son arrivée, Louis Goudard lui pose la question classique (sic) « Marché noir, résistant ou Juif ? » à laquelle « l'inconnu » ne répond pas.
Au retour d'une séance de torture subie par Louis Goudard, « l'inconnu » lui montre une certaine sollicitude, comprend certainement qu'il peut parler en confiance et lui apprend, alors, qu'il est juif.
Le 28 juin 1944 au soir, il sifflote l'air du prisonnier de la Tosca,.

## Circonstances du décès
Au cours de la journée du 28 juin 1944, les miliciens de Lyon arrêtent un certain nombre de personnes juives ensuite incarcérées impasse Catelin, dans les locaux de la milice, à Lyon, parmi lesquelles cet « inconnu paraissant 25 ans ». Cette série d'arrestations intervient en réaction à l'exécution du secrétaire d'État à l'Information de Vichy Philippe Henriot, abattu par des résistants (s'étant fait passer pour des miliciens), à Paris, le 28 juin 1944.
Le 29 juin 1944 au matin, Henri Gonnet, un milicien aux ordres de Paul Touvier, fait sortir sept prisonniers juifs de la cellule, dont le jeune inconnu. Ils sont emmenés dans une camionnette au cimetière de Rillieux où ils sont fusillés vers 5 h 30 du matin.
Le rapport no 814 de la gendarmerie de Sathonay du 4 novembre 1944 le décrit comme « paraissant avoir 25 à 30 ans » et confirme l'impossibilité de son identification.

## Inhumation et hommage

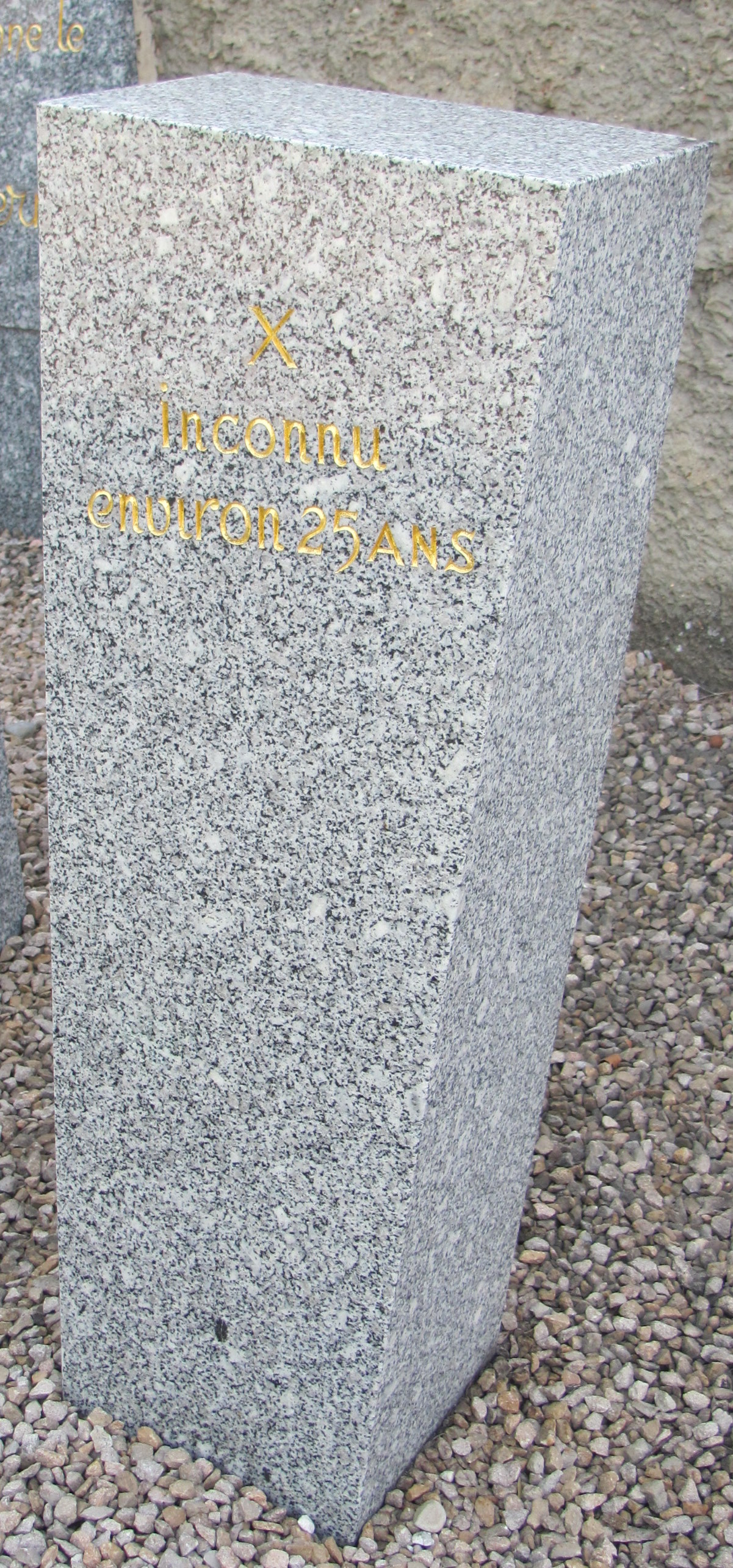
« X, inconnu, environ 25 ans »
Stèle commémorative au cimetière de Rillieux.

« L'inconnu paraissant 25 ans » est inhumé au Val d'Enfer, le mémorial des maquis de l'Ain et de la Résistance (tombe numéro 2).